# قائم ۱۱۴
قائم ۱۱۴ یک موشک هوابه‌سطح ساخت ایران است که برای حملات ضدزره با قابلیت پرتاب از پهپاد یا بالگرد رزمی استفاده شده و به سامانهٔ هدایتی آتش و رها مجهز است. این موشک با الگوبرداری از نمونهٔ آمریکایی ای‌جی‌ام-۱۱۴ هل‌فایر ساخته شده و عدد ۱۱۴ به همین موضوع اشاره دارد.
موشک قائم ۱۱۴ در ایران برای اولین بار در زمان رونمایی از پهپاد فطرس در اواخر آبان ۱۳۹۲ مشاهده شد. هر چند در آن زمان هیچ اطلاعاتی از عملکرد و وضعیت عملیاتی موشک مذکور منتشر نشد، اما گمانه‌زنی‌ها حاکی از آن بود که موشک مذکور احتمالاً از نمونهٔ هدایت لیزری موشک هل‌فایر الگوبرداری شده‌است. چند سال بعد نمونهٔ عملیاتی این موشک نصب شده روی بالگرد ۲۱۴ ارتقایافتهٔ سپاه به تعداد دو فروند در هر سمت در بهمن ۱۳۹۸ مشاهده شد، سپس در آذر ۱۳۹۹ در نمایشگاه دستاوردهای جدید نیروی دریایی ارتش موشک قائم ۱۱۴ به همراه نمونهٔ دیگر خود یعنی قاصم که از جست‌وجوگرهای مختلفی بهره می‌برند، مشاهده شد. این موشک آخرین بار در مراسم تحویل انبوه تجهیزات به نیروی زمینی سپاه در مرداد ۱۴۰۰، به‌صورت پرتابگر چهارتایی در کنار موشک قاصم روی بالگرد طوفان ۲ نصب شد.